# Валя (Бістріца-Несеуд)
Валя (рум. Valea) — село у повіті Бистриця-Несеуд в Румунії. Входить до складу комуни Урменіш.
Село розташоване на відстані 290 км на північний захід від Бухареста, 42 км на південь від Бистриці, 59 км на схід від Клуж-Напоки.

## Населення
За даними перепису населення 2002 року у селі проживали 35 осіб, усі — румуни. Усі жителі села рідною мовою назвали румунську.